# Артилерійська підтримка
Артилері́йська підтри́мка — бойові дії артилерії на початку і в ході атаки своїх військ, що полягають в безперервній послідовній вогневій поразці об'єктів оборони противника безпосередньо перед фронтом і на флангах атакуючих частин і підрозділів з метою створення умов для їхнього безупинного просування. Артилерійська підтримка забезпечує збереження вогневої переваги, досягнутої під час артилерійської підготовки атаки, і придушення оборони противника в процесі наступу.
Артилерійська підтримка широко застосовувалася в 1-ій світовій війні і вважалася в багатьох арміях основним способом застосування артилерії в наступі. У другій світовій війні артилерійська підтримка здійснювалася, як правило, вогневим валом (одинарним або подвійним), послідовним зосередженням вогню (ПЗО) або поєднанням цих двох видів вогню, її глибина досягала 3—5 км. З 1942 артилерійська підтримка стає складовою частиною артилерійського наступу.
Артилерійська підтримка організовується, як правило, в дивізії. Артилерія в ході артилерійської підтримки перешкоджає противникові у відновленні порушеної в період артилерійської підготовки системи вогню, придушує оживаючі і знов виявлені вогневі засоби, особливо протитанкові, забезпечує умови для стрімкого кидка танків і механізованих підрозділів. Вогонь артилерії як би веде за собою атакуючі війська від одного об'єкта (рубежу) атаки до іншого.
Водночас продовжується придушення артилерійських та мінометних батарей, резервів, пунктів і засобів управління противника. Артилерійська підтримка починається за сигналом командирів частин, що виготовилися для атаки, услід за артилерійською підготовкою атаки, без паузи, і триває до опанування військ, що наступають, районами оборони батальйонів першого ешелону противника, а інколи й на більшу глибину. У ході артилерійської підтримки артилерія виконує свої завдання у тісній взаємодії з авіацією.
Види вогню артилерії при артилерійській підтримці визначаються характером оборони противника і наявністю даних про розташування його вогневих засобів, кількістю артилерії і боєприпасів в того, що наступає, застосуванням зброї масового ураження, а також часом, відведеним на підготовку вогню.
Основними методами артилерійської підтримки можуть бути
- одинарне або подвійне послідовне зосередження вогню (ПЗВ) у поєднанні із зосередженим вогнем (ЗВ),
- одинарний або подвійний вогневий вал (ВВ) у поєднанні із зосередженим вогнем (ЗВ),
- вогневий вал (ВВ) у поєднанні з послідовним зосередженням вогню (ПЗВ),
- зосереджений вогонь за викликом командирів атакуючих частин і підрозділів.

Артилерійська підтримка здійснюється вогнем артилерії із закритих вогневих позицій і вогнем окремих гармат, виділених для стрільби прямим наведенням. Для задимлення протитанкових засобів і командно-спостережних пунктів противника застосовуються димові засоби.
Вогонь артилерії в ході артилерійської підтримки строго узгоджується з рухом танків і піхоти.
Початок артилерійської підтримки і тривалість ведення вогню по першому рубежу зосередженого вогню (ЗВ) або послідовного зосередження вогню (ПЗВ) визначаються виходячи зі встановленого часу «Ч» — моменту атаки переднього краю оборони противника: атакувальники повинні встигнути здолати відстань від рубежу переходу в атаку до рубежу безпечного віддалення від розривів своїх снарядів. Аналогічний розрахунок робиться для кожного рубежу.
Перенесення вогню з рубежу на рубіж здійснюється за сигналами командирів механізованих, танкових батальйонів.
Артилерійські командири переміщаються разом з командирами загальновійськових частин (підрозділів).